# Santa Ana (Honduras)
Santa Ana – gmina (municipio) w południowym Hondurasie, w departamencie Francisco Morazán. W 2010 roku zamieszkana była przez około 10,8 tys. mieszkańców. Siedzibą administracyjną jest miejscowość Santa Ana.

## Położenie
Gmina położona jest w południowej części departamentu. Graniczy z gminami:
- Dystrykt Centralny od północy,
- Sabanagrande od południa,
- San Buenaventura od wschodu,
- Ojojona od zachodu.

## Miejscowości
Według Narodowego Instytutu Statystycznego Hondurasu na terenie gminy położone były następujące miejscowości:
- Santa Ana
- Cicatacare
- El Limón
- La Bodega
- Nueva Arcadia
- San Isidro de Hisopo